# Kate Thompson (Schriftstellerin, 1959)
Kate Thompson (geboren 1959 in Belfast) ist eine nordirische Schriftstellerin, die bis 1998 als Schauspielerin tätig war. Sie schrieb auch unter dem Pseudonym Pixie Pirelli.

## Leben
Thompson wurde 1959 im nordirischen Belfast geboren. Sie studierte Englische und Französische Literatur am Trinity College in Dublin, wurde jedoch zuerst als Film- und Theaterschauspielerin bekannt: 1989 gewann sie den Best Actress Award beim Dublin Theatre Festival. Von 1989 bis 1998 verkörperte sie die „Terry Killeen“ in der irischen Soap Opera Glenroe auf RTÉ One.
1996 entschloss Thompson sich zu schreiben und bereits ihr erster Roman, It Means Mischief (1999; dt. 2000 als Die Lichter von Dublin), wurde ein Bestseller. In Irland wird Thompson bei New Island, seit 2009 auch bei HarperCollins verlegt; auf Deutsch erscheinen ihre romantic novels im Münchner Droemer-Knaur-Verlag. 2006 veröffentlichte sie außerdem als Pixie Pirelli den Roman Hard to Choos.
Thompson ist seit 1985 mit dem Schauspieler Malcolm Douglas verheiratet und seit 1987 Mutter einer Tochter. Sie lebt mit ihrer Familie in Dublin und an der irischen Westküste.

## Filmografie (Auswahl)
- Criminal Conversation (1980)
- Attracta (1983; nach der Erzählung von William Trevor)
- Glenroe (TV; Episoden von 1989 bis 1998)

## Werke auf Deutsch
- Die Lichter von Dublin. Roman, Droemer Knaur, München 2000, ISBN 3-426-61482-0
- Der Himmel über Irland. Roman, München 2002, ISBN 3-426-61483-9
- Ellas Traum. Roman, München 2003, ISBN 3-426-61990-3
- Die blaue Stunde. Roman, München 2004, ISBN 3-426-62316-1
- Cinderella wider Willen. Roman, München 2005, ISBN 3-426-62854-6
- Blütenträume. Roman, München 2006, ISBN 3-426-62855-4
- Ein Garten am Meer. Roman, Augsburg 2010, ISBN 978-3-86800-342-0
- Ein irischer Sommer. Roman, Augsburg 2013, ISBN 978-3-86365-206-7